# Admiral Hipper (cruzador)
O Admiral Hipper foi um cruzador pesado operado pela Kriegsmarine e a primeira embarcação da Classe Admiral Hipper, seguido pelo Blücher, Prinz Eugen, Seydlitz e Lützow. Sua construção começou em julho de 1935 na Blohm & Voss em Hamburgo e foi lançado ao mar em fevereiro de 1937, sendo comissionado na frota alemã em abril de 1939. Era armado com uma bateria principal de oito canhões de 203 milímetros montados em quatro torres de artilharia duplas, tinha um deslocamento de dezoito mil toneladas e conseguia alcançar uma velocidade máxima de 32 nós.
O Admiral Hipper participou de várias ações na Segunda Guerra Mundial, especialmente na Batalha do Atlântico. Participou da invasão da Noruega em abril de 1940 e depois fez duas surtidas para o Oceano Atlântico, em dezembro de 1940 e depois em fevereiro de 1941. A primeira não foi bem-sucedida, mas na segunda afundou vários navios mercantes. O cruzador foi então transferido para a Noruega para operações contra Comboios do Ártico. Isto culminou na Batalha do Mar de Barents no final de dezembro de 1942, quando afundou dois navios mas precisou recuar danificado.
A Batalha do Mar de Barents foi considerada um enorme fracasso e consequentemente o Admiral Hipper voltou para Alemanha em fevereiro de 1943, sendo descomissionado por ordens do ditador Adolf Hitler para passar por reparos. O navio nunca voltou a ficar operacional e acabou seriamente danificado em Kiel em maio de 1945 por ataques aéreos britânicos. Foi deliberadamente afundado em seu atracadouro enquanto forças soviéticas avançavam sobre território alemão, mas acabou reflutuado em julho. Seus destroços foram desmontados entre 1948 e 1952.

## Características

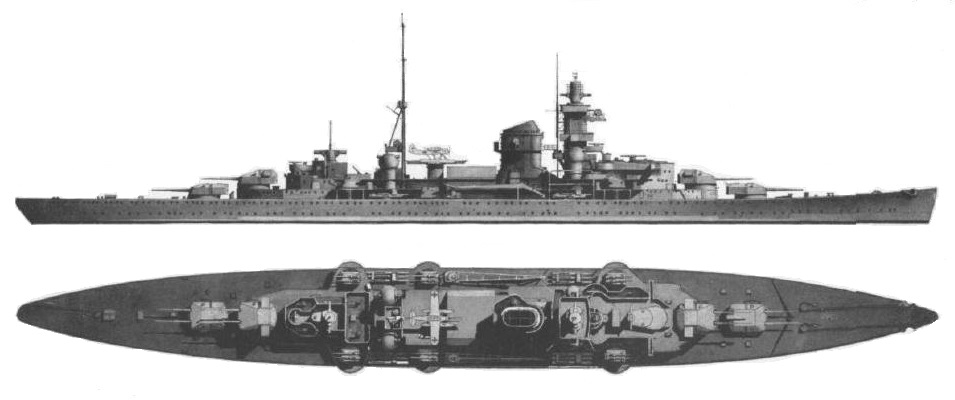
Desenho do Admiral Hipper

Os cruzadores pesados da Classe Hipper Admiral foram encomendados no contexto do rearmamento alemão após a ascensão do Partido Nazista ao poder em 1933, que repudiou as cláusulas de desarmamento do Tratado de Versalhes. A Alemanha assinou o Acordo Naval Anglo-Germânico com o Reino Unido em 1935, que proporcionou a base legal para o rearmamento. O tratado especificava que a Alemanha poderia construir cinco "cruzadores de tratado" de até dez mil toneladas. A Classe Admiral Hipper estava nominalmente dentro desse limite, porém na realidade era muito maior.
O Admiral Hipper foi originalmente construído com um comprimento de fora a fora de 202,8 metros, boca de 21,3 metros e calado máximo de 7,2 metros. Sua proa reta foi substituída alguns meses após seu comissionamento por uma proa clipper, aumentando o comprimento para 205,9 metros. Seu deslocamento projetado era de 16 170 t toneladas e o deslocamento carregado de 18,5 mil toneladas. Seu sistema de propulsão tinha três turbinas a vapor alimentadas por doze caldeiras de alta-pressão que queimavam óleo combustível. Seus motores produziam 133,2 mil cavalos-vapor (98 mil quilowatts) de potência, suficiente para uma velocidade máxima de 32 nós (59 quilômetros por hora). Sua tripulação tinha 42 oficiais e 1 340 marinheiros.
O armamento principal consistia em oito canhões calibre 60 de 203 milímetros em quatro torres de artilharia duplas, duas na proa e duas na popa, com uma sobreposta a outra. Sua bateria antiaérea tinha doze canhões calibre 65 de 105 milímetros, doze canhões calibre 83 de 37 milímetros e oito canhões calibre 65 de 20 milímetros. Também era equipado com doze tubos de torpedo de 533 milímetros em quatro lançadores triplos, dois à meia-nau em cada lado da superestrutura. O Admiral Hipper era equipado com três hidroaviões Arado Ar 196, um hangar e uma catapulta. O cinturão de blindagem tinha setenta a oitenta milímetros de espessura; o convés superior ficava de doze a trinta milímetros, enquanto o convés blindado principal tinha entre vinte e cinquenta milímetros. As torres de artilharia tinham placas frontais de 105 milímetros e laterais de setenta milímetros.

## História

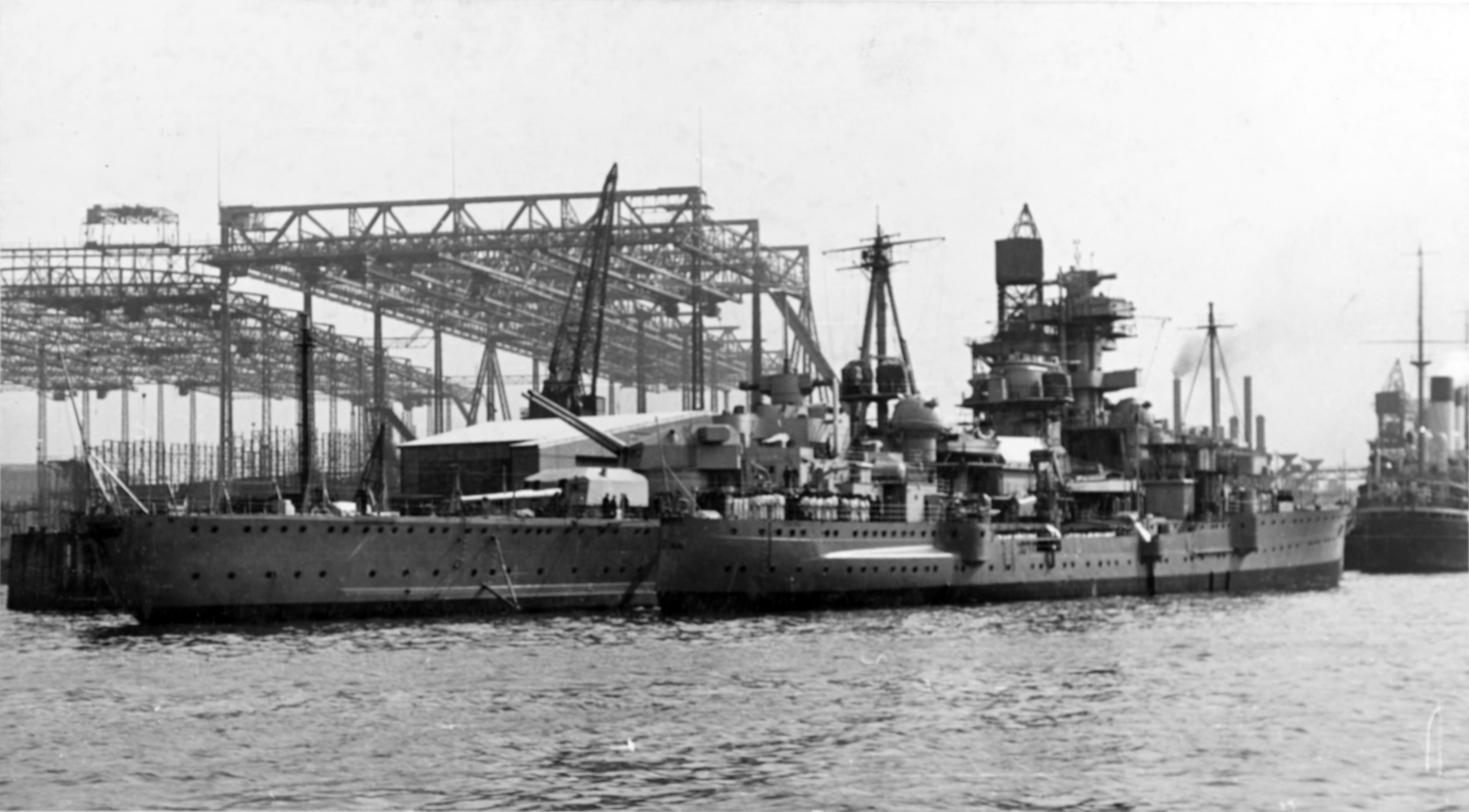
O Admiral Hipper durante seu processo de equipagem em 1937

O Admiral Hipper foi construído pelo estaleiro da Blohm & Voss em Hamburgo. Seu batimento de quilha ocorreu em 6 de julho de 1935, recebendo o número de construção 501 e o nome de contrato "Cruzador H". Foi lançado ao mar em 6 de fevereiro de 1937. O grande almirante Erich Raeder, o comandante da Kriegsmarine, que tinha atuado durante a Primeira Guerra Mundial como o chefe do estado-maior do almirante Franz von Hipper, o homônimo do cruzador, fez o discurso de batismo, enquanto sua esposa Erika Raeder realizou o batismo. A embarcação foi finalizada em 29 de abril de 1939, quando foi comissionada na frota alemã.
O capitão de mar Hellmuth Heye recebeu o comando do Admiral Hipper. O navio seguiu para o Mar Báltico a fim de realizar manobras de treinamento. Também fez paradas em vários portos da região, incluindo na Estônia e Suécia. Em agosto realizou testes de seus armamentos. O navio ainda estava realizando testes de artilharia quando a Segunda Guerra Mundial começou em setembro. O Admiral Hipper fez patrulhas mas não encontrou em combate, retornando para seus exercícios de treinamento. Voltou para a Blohm & Voss em novembro a fim de passar por modificações, que incluíram a substituição de sua proa reta por uma proa clipper e adição de uma cobertura à sua chaminé.
Testes marítimos no Báltico foram retomados em janeiro de 1940, porém o gelo do inverno acabou retendo o navio no porto. A Kriegsmarine declarou em 17 de fevereiro que o Admiral Hipper estava totalmente operacional, com o navio iniciando logo no dia seguinte sua primeira grande patrulha da guerra. Ele recebeu a companhia dos couraçados Scharnhorst e Gneisenau e dos contratorpedeiros Z20 Karl Galster e Z21 Wilhelm Heidkamp para uma surtida ao Mar do Norte próximo da área de Bergen, na Noruega. Um terceiro contratorpedeiro, o Z9 Wolfgang Zenker, foi forçado a voltar depois de ser danificado pelo gelo. As embarcações operaram sob o comando do almirante Wilhelm Marschall. A formação alemã tentou encontrar navios mercantes britânicos para serem atacados, porém fracassaram e retornaram para o porto em 20 de fevereiro.

### Invasão da Noruega

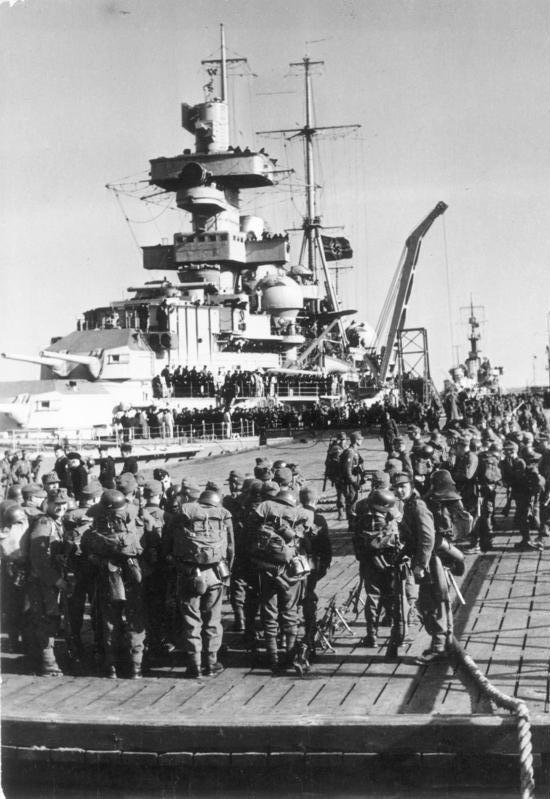
Tropas embarcando no Admiral Hipper em Cuxhaven em 6 de abril de 1940

O Admiral Hipper foi logo designado para as forças encarregadas com a invasão da Noruega, a chamada Operação Weserübung. O navio foi colocado como a capitânia do Grupo 2, que também tinha os contratorpedeiros Z5 Paul Jacobi, Z6 Theodor Riedel, Z8 Bruno Heinemann e Z16 Friedrich Eckoldt. Heye recebeu o comando do Grupo 2 durante a operação. As cinco embarcações transportaram aproximadamente 1,7 mil tropas montanhistas cujo objetivo era capturar o porto de Trondheim; as tropas embarcaram em Cuxhaven. Os navios navegaram para a rada de Schillig, próximo de Wilhelmshaven, onde juntaram-se ao Grupo 1, que consistia em dez contratorpedeiros, mais o Scharnhorst e Gneisenau, que foram encarregados de darem cobertura aos dois grupos. Os navios deixaram a rada à meia-noite do dia 6 para o 7 de abril.
O cruzador recebeu ordens enquanto navegava pelo litoral norueguês para desviar seu curso e localizar o contratorpedeiro Z11 Bernd von Arnim, que tinha ficado para trás do Grupo 1. O contratorpedeiro tinha encontrado no meio da névoa o contratorpedeiro britânico HMS Glowworm; os dois navios se enfrentaram até o oficial comandante do Z11 Bernd von Arnim pedir ajuda ao Admiral Hipper. O Glowworm inicialmente confundiu o Admiral Hipper como uma embarcação amiga, o que permitiu que o navio alemão se aproximasse e abrisse fogo primeiro. O cruzador disparou contra o contratorpedeiro e o acertou várias vezes. O Glowworm tentou fugir, porém logo ficou claro que ele não conseguiria escapar em uma perseguição, assim virou de volta para o Admiral Hipper e lançou seus torpedos, porém todos erraram. A embarcação britânica conseguiu acertar um disparou a estibordo da proa do cruzador alemão antes de um problema em seu leme colocar os dois navios em uma rota de colisão.

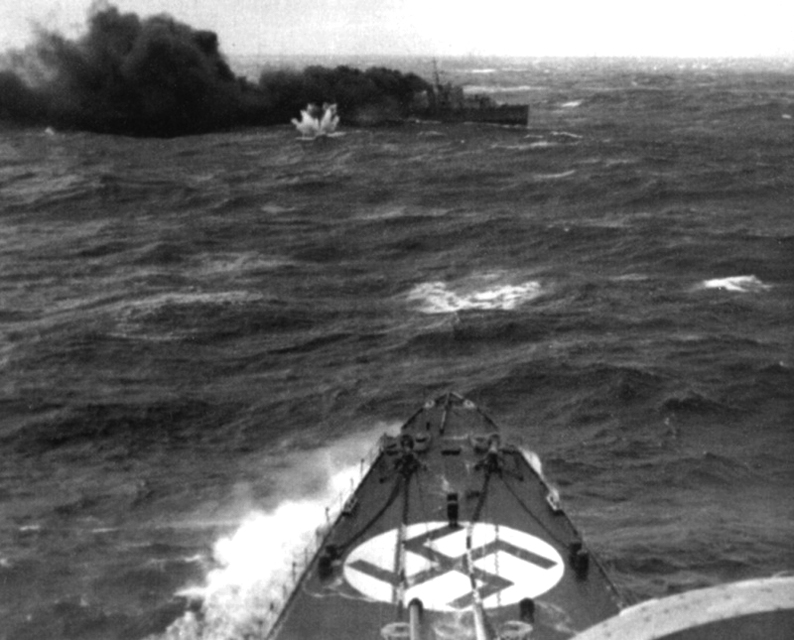
O Glowworm sendo atacado pelo Admiral Hipper em 8 de abril de 1940

O Glowworm arrancou uma seção de quarenta metros do cinturão blindado de estibordo do Admiral Hipper e um de seus lançadores de torpedo. Pequenas inundações causaram um adernamento de quatro graus para estibordo, porém o cruzador foi capaz de continuar sua missão. As caldeiras do Glowworm explodiram pouco depois e o contratorpedeiro afundou rapidamente. Quarenta sobreviventes foram resgatados. O Admiral Hipper então retomou seu curso rumo a Trondheim. Entretanto, a embarcação britânica sobreviveu o bastante para enviar uma mensagem de emergência ao quartel-general da Marinha Real Britânica, o que permitiu que o cruzador de batalha HMS Renown entrasse em posição para enfrentar o Scharnhorst e Gneisenau, porém os couraçados alemães usaram sua velocidade superior para se afastarem.
Um dos Ar 196 do Admiral Hipper precisou fazer um pouso de emergência em Eide no dia 8. Os tripulantes tentaram comprar combustível dos cidadãos locais, mas foram presos e entregues para a polícia. A Serviço Aeronaval Norueguês capturou a aeronave, que foi pintada nas cores norueguesas e usada contra os alemães até 18 de abril, quando foi evacuada para o Reino Unido.
O Admiral Hipper conseguiu se fazer passar por um navio britânico por tempo suficiente após chegar em Trondheim para poder passar pelas baterias de artilharia costeiras norueguesas. O cruzador entrou no porto e atracou pouco depois das 5h30min para desembarcar suas tropas montanhistas. As forças terrestres tomaram o controle das baterias costeiras e então a embarcação deixou a cidade, retornando para a Alemanha. Foi escoltado pelo Z16 Friedrich Eckoldt, chegando em Wilhelmshaven em 12 de abril e entrando em uma doca seca. Os trabalhadores do estaleiro logo descobriram que o Admiral Hipper tinha sido danificado muito mais seriamente pela colisão com o Glowworm do que se achava antes. Mesmo assim, os reparos foram realizados em duas semanas.
Marschall organizou no início de junho uma missão para tomar o porto de Harstad, com o Admiral Hipper, Scharnhorst, Gneisenau e quatro contratorpedeiros sendo encarregados da operação. As embarcações partiram em 4 de junho e cinco dias depois, enquanto ainda estava no caminho, o Admiral Hipper encontrou e afundou o navio de transporte de tropas Orama. Os alemães descobriram antes de chegarem em Harstad que os Aliados já tinham abandonado o porto, assim a esquadra de Marschall recebeu ordens de interceptar um comboio que supostamente estava na área. Os alemães não encontraram comboio algum e retornaram para Trondheim a fim de reabastecerem.
O Admiral Hipper abateu um bombardeiro britânico em 13 de junho. Saiu em 25 de junho em uma patrulha para atacar navios mercantes entre Spitsbergen e Tromsø que durou até 9 de agosto. Ele encontrou o cargueiro finlandês Ester Thorden, que estava carregando 1,75 toneladas de ouro. O navio foi tomado e enviado para a Noruega.

### Operações no Atlântico

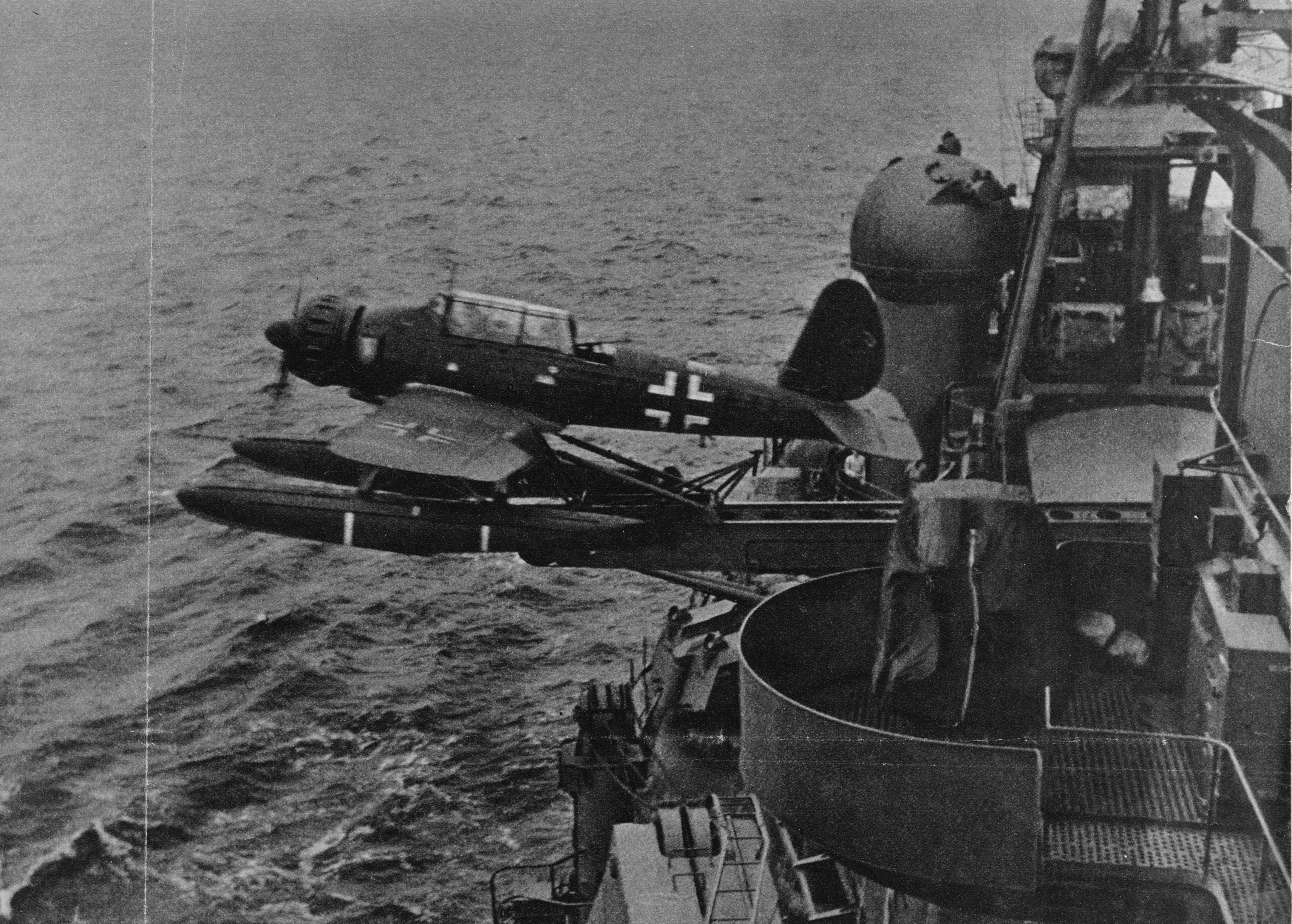
Um dos hidroaviões Ar 196 do Admiral Hipper sendo lançado em 1942

O Admiral Hipper recebeu ordens em 5 de agosto para deixar a Noruega e retornar a Wilhelmshaven para manutenção. Isto foi finalizado em 9 de setembro e o cruzador foi preparado para participar da Operação Leão Marinho sob o comando do capitão de mar Wilhelm Meisel. O papel da embarcação seria de realizar uma surtida para o Mar do Norte, a Operação Jornada de Outono, que tinha o objetivo de desviar a Frota Doméstica britânica para longe das rotas de invasão no Canal da Mancha. A operação foi adiada e o Admiral Hipper partiu em 24 de setembro para uma missão no Oceano Atlântico a fim de atacar navios mercantes. Entretanto, o sistema de alimentação de óleo pegou fogo pouco depois. O incêndio forçou a tripulação a desligar o sistema de propulsão até o fogo ser controlado, deixando o cruzador parado em mar aberto por várias horas. Os britânicos não localizaram o navio, com o incêndio sendo apagado e o Admiral Hipper voltando para a Blohm & Voss em Hamburgo. Os reparos duraram pouco mais de uma semana.
O navio fez uma segunda tentativa para chegar no Atlântico em 30 de novembro na designada Operação Viagem ao Mar do Norte. O Admiral Hipper atravessou o Estreito da Dinamarca em 6 de dezembro sem ser detectado. Ele interceptou no dia 24 o comboio WS 5A, composto por vinte navios de transporte de tropas, a aproximadamente setecentas milhas náuticas (1,3 mil quilômetros) ao oeste do Cabo Finisterra. Cinco destas embarcações estavam alocadas para a Operação Excesso. O comboio estava protegido por uma escolta poderosa formada pelos porta-aviões HMS Furious e HMS Argus, o cruzador pesado HMS Berwick, os cruzadores rápidos HMS Bonaventure e HMS Dunedin, mais seis contratorpedeiros. O Admiral Hipper inicialmente não avistou as escoltas e assim começou a atacar o comboio. Conseguiu danificar dois navios com seus canhões principais, mas logo percebeu o Berwick e os contratorpedeiros seguindo em sua direção. O cruzador alemão recuou rapidamente e usou seu armamento principal para manter os contratorpedeiros longe.
O Berwick reapareceu dez minutos depois em uma posição a bombordo da proa do Admiral Hipper; o cruzador alemão abrigu fogo e disparou vários salvos de seu armamento dianteiro, acertando as torres de artilharia de ré, linha d'água e superestrutura dianteira do navio britânico. O Admiral Hipper então encerrou o combate a fim de impedir que os contratorpedeiros inimigos se aproximassem para lançarem um ataque de torpedos. O navio nesse momento estava com pouco combustível, assim seguiu para Brest, na França ocupada, chegando no dia 27 de dezembro. No caminho a embarcação encontrou e afundou o isolado navio de passageiros britânico SS Jumna. Trabalhos de manutenção de rotina foram realizados em Brest a fim de prepará-lo para mais uma surtida no Atlântico com o objetivo de atacar rotas comerciais Aliadas.

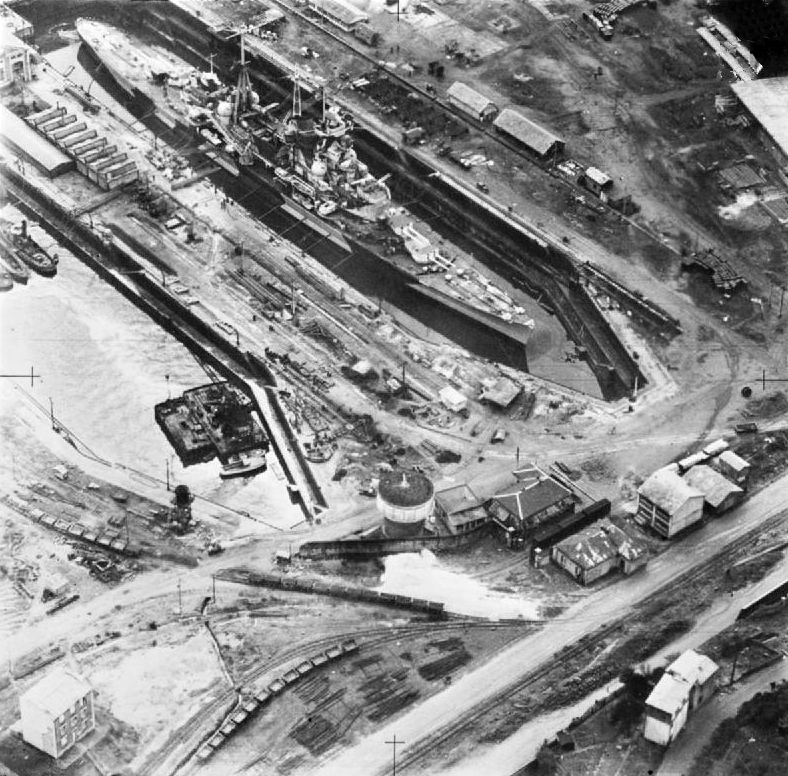
O Admiral Hipper sob reparos em uma doca seca de Brest em 1941

O Admiral Hipper partiu em 1º de fevereiro de 1941 para sua segunda surtida no Atlântico. A Kriegsmarine inicialmente tentou enviar o Scharnhorst e Gneisenau para operarem juntos com o cruzador, mas o Gneisenau foi danificado por uma tempestade em dezembro e isto impediu a participação dos dois navios. Os reparos acabaram sendo realizados rapidamente e os dois couraçados seguiram para o Atlântico por conta própria no início do mesmo mês. O Admiral Hipper se encontrou com um navio-tanque próximo dos Açores a fim de reabastecer seus tanques. O cruzador encontrou e afundou um navio de transporte isolado em 11 de fevereiro que pertencia ao comboio HG 53, que havia sido espalhado por ataques de u-boots e da Luftwaffe. Na mesma tarde encontrou o desprotegido comboio SLS 64, formado por dezenove navios mercantes. O Admiral Hipper se aproximou na manhã seguinte e afundou várias embarcações. Os britânicos relataram sete afundados, mais outros dois navios danificados. Os alemães afirmaram que treze a dezenove cargueiros foram afundados, enquanto alguns sobreviventes relataram catorze embarcações do comboio afundadas.
O suprimento de combustível do Admiral Hipper ficou baixo depois do ataque ao comboio SLS 64. O navio então voltou para Brest em 15 de fevereiro. Bombardeiros britânicos atacaram o porto regularmente e a Kriegsmarine então decidiu que o cruzador deveria voltar para a Alemanha para que pudesse ficar melhor protegido. Danos ao casco do navio causados por destroços no porto precisaram ser reparados antes da partida. A embarcação deixou Brest em 15 de março sem ser detectada e passou pelo Estreito da Dinamarca oito dias depois. No caminho o Admiral Hipper parou em Bergen para reabastecer. O cruzador atracou em Kiel em 28 de março, tendo feito toda a jornada sem ter sido detectado pelos britânicos. Ao chegar foi levado para uma doca seca da Deutsche Werke para manutenção que durou sete meses. O navio realizou testes marítimos no Báltico ao final das reformas e então foi para Gotenhafen em 21 de dezembro para pequenas modificações. Suas turbinas foram reformadas na Blohm & Voss em janeiro de 1942; uma bobina de desmagnetização foi instalada no casco. O Admiral Hipper estava novamente operacional em março.

### Ações na Noruega

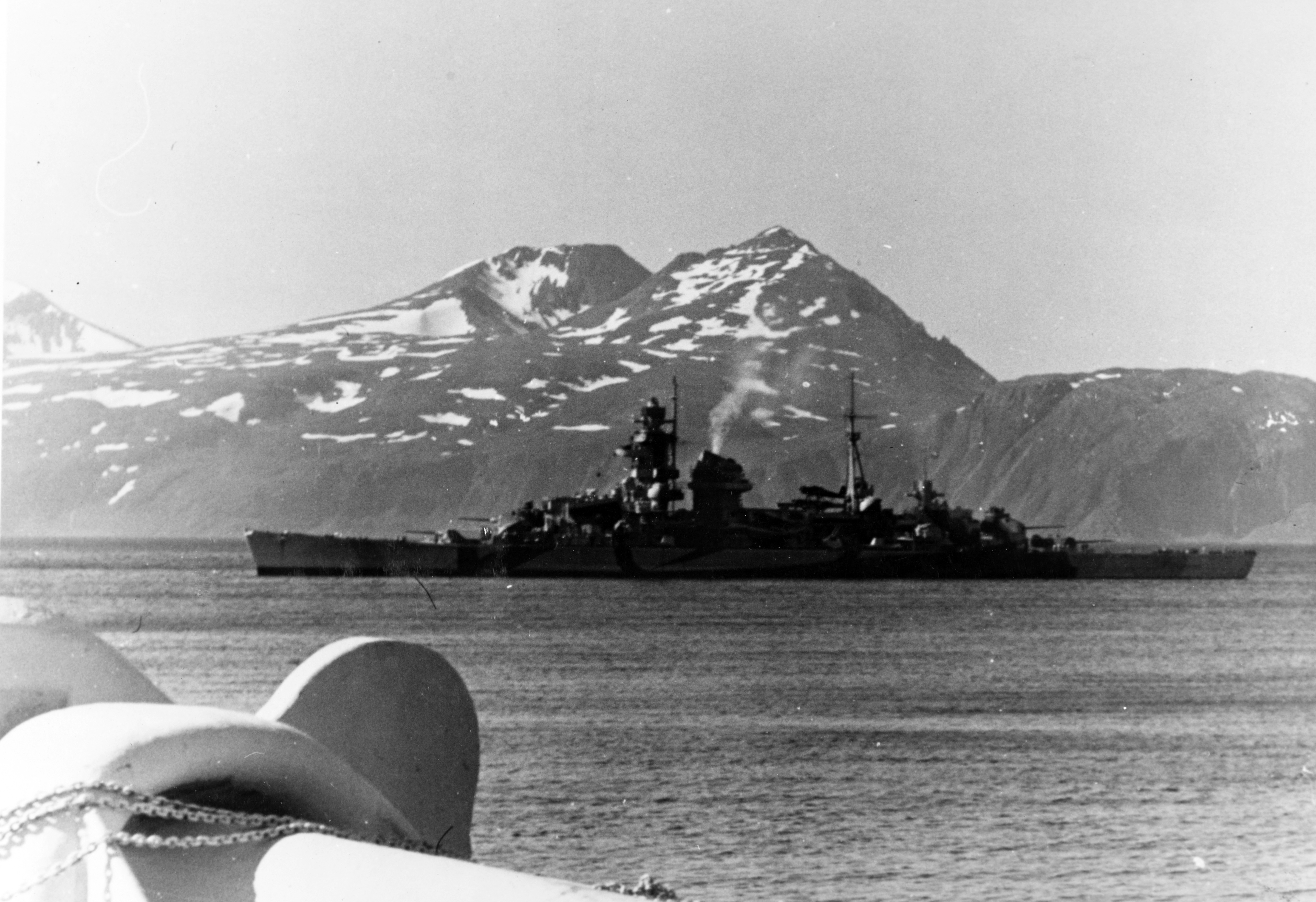
O Admiral Hipper na Noruega c. 1942

O Admiral Hipper partiu para Trondheim em 19 de março escoltado pelos contratorpedeiros Z24, Z26 e Z30, mais os barcos torpedeiros T15, T16 e T17. Vários submarinos britânicos estavam patrulhando a área, porém não interceptaram a flotilha alemã. As embarcações chegaram em seu destino no dia 21. Eles juntaram-se aos cruzadores pesados Lützow e Prinz Eugen, porém o segundo logo partiu de volta para a Alemanha a fim de passar por reparos após ser torpedeado. Em 3 de julho o Admiral Hipper juntou-se aos cruzadores pesados Lützow e Admiral Scheer mais o couraçado Tirpitz para a Operação Movimento do Cavalo, um ataque ao comboio PQ 17. Escoltando o comboio estavam os couraçados HMS Duke of York e USS Washington e o porta-aviões HMS Victorious. O Admiral Hipper, Tirpitz e seis contratorpedeiros partiram de Trondheim, enquanto o Lützow, Admiral Scheer e mais seis contratorpedeiros operaram a partir de Narvik. O Lützow e três contratorpedeiros bateram em rochas submersas enquanto seguiam para o encontro e precisaram retornar para o porto. Enquanto isso, a inteligência sueca  relatou a partida dos alemães para o Almirantado Britânico, que ordenou que o comboio dispersasse. Os alemães sabiam que tinham sido detectados e abortaram a operação, deixando o ataque para os u-boots e Luftwaffe. As embarcações espalhadas não podiam mais ser protegidas pelas escoltas e os alemães acabaram afundando 21 navios de um total de 34.
O submarino britânico HMS Tigris tentou torpedear o Admiral Hipper em 10 de setembro, enquanto este estava em uma patrulha junto com o Admiral Scheer e o cruzador rápido Köln. A embarcação escoltou os contratorpedeiros Z23, Z28, Z29 e Z30 entre 24 e 28 de setembro para o estabelecimento de um campo minado ao noroeste de Nova Zembla. O objetivo era forçar o tráfego mercante mais para o sul, mais próximo do alcance das unidades navais alemãs na Noruega. O cruzador foi transferido para a Baía de Bogen perto de Narvik para reparos em seu sistema de propulsão. O Admiral Hipper e os contratorpedeiros Z4 Richard Beitzen e Z16 Friedrich Eckoldt foram transferidos em 28 e 29 de outubro para o Fiorde de Alta, mais ao norte. O cruzador e a 5ª Flotilha de Contratorpedeiros, composta pelo Z4 Richard Beitzen, Z16 Friedrich Eckoldt, Z27 e Z30, fizeram patrulhas a partir de 5 de novembro em busca de navios mercantes. O vice-almirante Oskar Kummetz comandou a esquadra a partir do Admiral Hipper. Um hidroavião Ar 196 do cruzador localizou no dia 7 o navio-tanque soviético Donbass e sua escola, o navio auxiliar BO-78. Kummetz despachou o Z27 para afundar as duas embarcações.

#### Mar de Barents
Os Aliados retomaram o tráfego de comboios para a União Soviética foi em meados de dezembro de 1942. Raeder ordenou a Operação Arco-Íris, para que todas as unidades de superfície disponíveis na Noruega lançassem ataques contra os comboios. O JW 51A, o primeiro comboio do mês, viajou para a União Soviética sem incidentes. Entretanto, o segundo comboio, JW 51B, foi avistado pelo U-354 ao sul da Ilha do Urso. Raeder ordenou que todas as forças designadas para a Operação Arco-Íris entrassem em ação. O Admiral Hipper novamente atuou como a capitânia de Kummetz; a esquadra também tinha o Lützow e os contratorpedeiros Z4 Richard Beitzen, Z6 Theodor Riedel, Z16 Friedrich Eckoldt, Z29, Z30 e Z31. A força deixou o Fiorde de Alta às 18h00min em 30 de dezembro sob ordens de evitarem confrontos mesmo contra um oponente igual.
O plano de Kummetz era dividir suas forças ao meio; ele levaria o Admiral Hipper e três contratorpedeiros para o norte do comboio para atacá-lo e atrair as escoltas. O Lützow e os três contratorpedeiros restantes atacariam o comboio desprotegido vindos do sul. O contratorpedeiro britânico HMS Obdurate avistou os três contratorpedeiros de escolta do Admiral Hipper às 9h15min do dia 31. Os alemães abriram fogo primeiro. Quatro dos outros cinco contratorpedeiros escoltando o comboio correram para a luta, enquanto o HMS Achates lançou uma cortina de fumaça para cobrir o comboio. O Admiral Hipper disparou várias vezes contra o Achates, cobrindo a embarcação de estilhaços que romperam linhas de combustível e diminuíram sua velocidade para quinze nós (28 quilômetros por hora). Kummetz então seguiu para o norte a fim de atrair os inimigos. O capitão Robert Sherbrooke, o comandante da escolta britânica, deixou dois contratorpedeiros protegendo o comboio e levou os quatro restantes para perseguirem o cruzador alemão.
A Força R do contra-almirante Robert Burnett, centrada nos cruzadores rápidos HMS Sheffield e HMS Jamaica, estava em apoio distante, correndo para a área. Os cruzadores britânicos atacaram o Admiral Hipper, que estava disparando a bombordo contra o contratorpedeiro HMS Obedient. Os navios de Burnett aproximaram-se da embarcação alemã por estibordo, alcançando surpresa completa. Foi atingido no sistema de propulsão, com a sala de caldeira nº 3 se enchendo de uma mistura de água e óleo combustível, o que forçou a tripulação a desligar a turbina de estibordo. Isto reduziu sua velocidade máxima para 23 nós (43 quilômetros por hora). Outros dois acertos iniciaram um incêndio no hangar dos hidroaviões. O Admiral Hipper disparou um único salvo contra os cruzadores e seus contratorpedeiros de escolta lançaram uma cortina de fumaça para encobri-lo.
O Admiral Hipper enfrentou novamente os cruzadores de Burnett assim que emergiu da cortina de fumaça. Kummetz, por estar incerto sobre a condição de seu próprio navio e pela ferocidade da defesa britânica, emitiu às 10h37min uma ordem para "Encerrar ação e recuar para oeste". O Z16 Friederich Eckoldt confundiu o Sheffield com o Admiral Hipper e aproximou-se demais, sendo afundado. Enquanto isso, o Lützow ficou a três milhas náuticas (5,6 quilômetros) do comboio, porém não disparou devido a visibilidade ruim. Ele então recebeu a ordem de Kummetz e seguiu para oeste a fim de se encontrar com o Admiral Hipper. O Lützow acabou se aproximando sem querer do Sheffield e Jamaica, abrindo fogo ao identifica-los como inimigos. Os britânicos se viraram para enfrentá-lo e acabaram ficando sob fogo dos dois cruzadores alemães. O Admiral Hipper estava disparando de forma mais precisa e quase acertou o Sheffield, mas este escapou ileso. Burnett rapidamente decidiu recuar diante do poder de fogo superior dos alemães; seus navios eram armados com canhões de 152 milímetros, enquanto o Admiral Hipper e o Lützow eram armados com canhões de 203 e 283 milímetros, respectivamente.
Kummetz decidiu abortar o ataque baseado nas ordens emitidas no início da operação para evitar confronto com uma força de poderio igual, pela visibilidade ruim e pelos danos sofridos por sua capitânia. O Achates foi afundado no decorrer da batalha pelos danos infligidos pelo Admiral Hipper. O cruzador também afundou o draga-minas HMS Bramble e danificou os contratorpedeiros Obedient, Obdurate e HMS Onslow. Por outro lado, os britânicos conseguiram afundaram o Z16 Friederich Eckoldt e danificaram o Admiral Hipper, forçando os alemães a abandonaram o ataque ao comboio. O ditador Adolf Hitler ficou furioso pelo fracasso da operação e afirmou que as forças de superfície da Kriegsmarine deveriam ser todas ser tiradas de serviço e desmontadas como sucata, com suas armas transferidas para reforçar as fortificações da Muralha do Atlântico. O grande almirante Karl Dönitz, sucessor de Raeder, conseguiu persuadir Hitler a não desmontar a frota de superfície. Reparos de emergência foram realizados no Admiral Hipper no Fiorde de Alta, o que permitiu que o navio voltassem para a Baía de Bogen em 23 de janeiro de 1943. No mesmo dia, o cruzador, o Köln e o Z4 Richard Beitzen partiram de volta para a Alemanha. Os três pararam em Narvik no dia 25 e depois em Trondheim entre 30 de janeiro e 2 de fevereiro. As embarcações procuraram por navios noruegueses no Skagerrak em 6 de fevereiro e chegaram em Kiel dois dias depois. O Admiral Hipper foi descomissionado em 28 de fevereiro de acordo com um decreto de Hitler.

### Fim de carreira

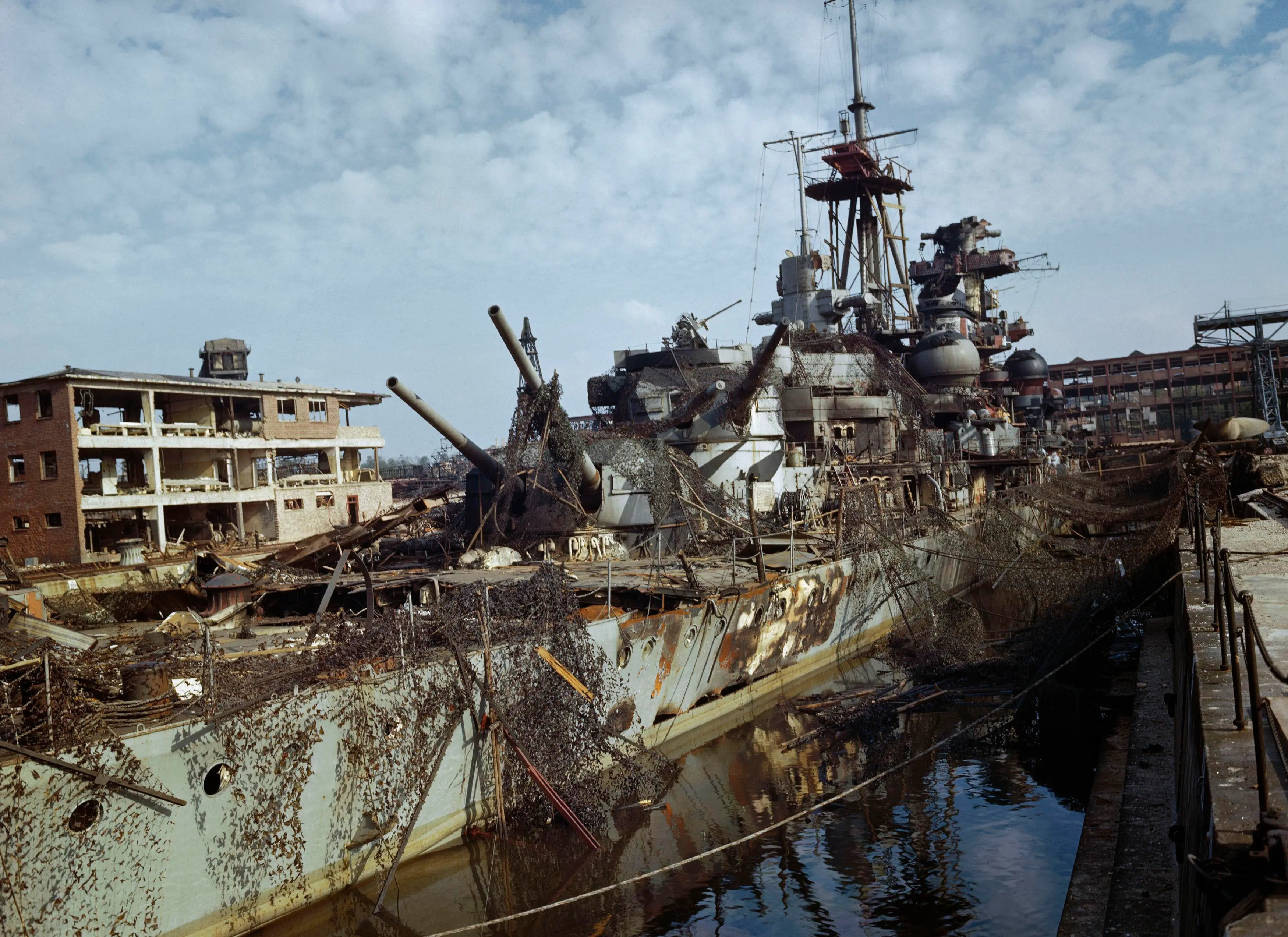
Os destroços do Admiral Hipper em Kiel em 19 de maio de 1945, após o fim da guerra

Os trabalhos de reparo no navio seguiram adiante apesar dele estar descomissionado. Ele foi transferido em abril para Pilau, no litoral do Mar Báltico, para que ficasse fora de alcance dos bombardeiros Aliados. Um ano depois foi levado para Gotenhafen, pois a Kriegsmarine tinha a intenção de recomissioná-lo para que pudesse ser usado em ações na região. O Admiral Hipper realizou uma série de testes marítimos pelos cinco meses seguintes, porém não conseguiu voltar para um estado operacional. Sua tripulação foi convocada para trabalhos de construção e defesa a medida que o Exército Soviético forçava o recuo dos alemães na Frente Oriental no decorrer de 1943 e 1944, o que prejudicou ainda mais a capacidade do cruzador de retornar para o serviço ativo. Os britânicos também estabeleceram um amplo campo minado ao redor do porto, forçando a embarcação a permanecer atracada.
O cruzador estava programado para mais uma manutenção no final de 1944 e estes trabalhos deveriam durar três meses. Entretanto, o Exército Soviético tinha avançado tanto que era necessário levar o Admiral Hipper para longe das linhas de frente, mesmo ele tendo nessa altura apenas uma única turbina funcionando. O navio deixou Gotenhafen em 29 de janeiro de 1945 e chegou em Kiel em 2 de fevereiro. Entrou nos estaleiros da Germaniawerft para reformas. Bombardeiros britânicos atacaram o porto em 3 de maio e o danificaram seriamente. Sua tripulação deliberadamente afundou o cruzador em seu ancoradouro às 4h25min de 3 de maio. O Admiral Hipper foi reflutuado em julho, depois do fim da guerra, e rebocado para Heikendorf, sendo depois desmontado entre 1948 e 1952. Seu sino foi salvo e exibido no Museu Marítimo Nacional em Greenwich, no Reino Unido. Ele foi depois devolvido para a Alemanha e está em exibição no Memorial Naval de Laboe, próximo de Kiel.